# Scuticaria
Scuticaria és un gènere de peixos morena de la família Muraenidae.

## Taxonomia
- Scuticaria okinawae (D. S. Jordan i Snyder, 1901)
- Scuticaria tigrina (Lesson, 1828)